# Chirmont

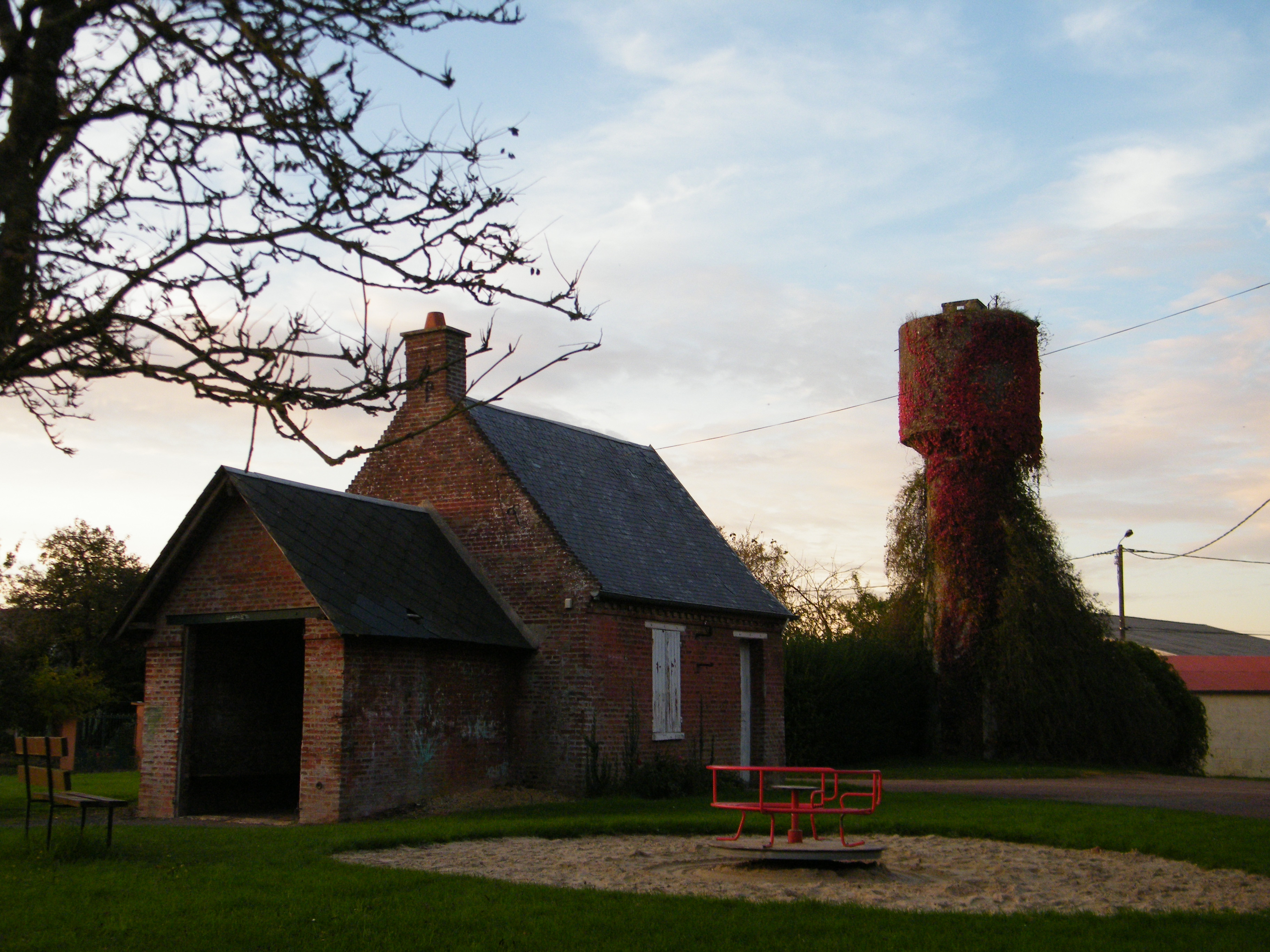

Chirmont és un municipi francès, situat al departament del Somme i a la regió dels Alts de França. L'any 1999 tenia 108 habitants.
És travessat per la carretera D188, que condueix a Esclainvillers. Es troba uns quants quilòmetres al sud d'Ailly-sur-Noye i a uns cinc quilòmetres de la frontera del Somme amb l'Oise. Forma part del cantó d'Ailly-sur-Noye, que al seu torn forma part del districte de Montdidier. L'alcalde de la ciutat és Jean-Michel Vanooteghem (2001-2008).